# Садвакасова, Мадина Бакытжановна
Мади́на Бакытжа́новна Садвака́сова (8 сентября 1979 года, Алма-Ата) — казахстанская поп-певица, победительница молодёжного конкурса «Жас Канат» (1999). Заслуженный деятель Казахстана (2011). 

## Биография
Мадина Садвакасова родилась в Алма-Ате, но в раннем детстве её семья переехала в Кызылорду, где отец-стоматолог стал железнодорожником, а матери-учительнице французского языка пришлось стать домохозяйкой.. Происходит из рода Басентиын племени аргын.
Училась в школе с русским уклоном, закончила с красным дипломом отделение хорового дирижирования Кызылординского музыкального училища.
Первым серьёзным дебютом Мадины стал детский конкурс «Әнші балапан» в 1992 году. После этого она участвовала во многих конкурсах, но настоящим прорывом стал телеконкурс Рашида Ботбаева «Музыкальный вояж».
В 1999 году Мадина получила главный приз на молодёжном музыкальном конкурсе «Жас Канат», где получила возможность сначала встретиться, а затем спеть дуэтом со своим кумиром Розой Рымбаевой.
В том же году Мадина Садвакасова успешно выступила на конкурсе «Азия Дауысы» и стала «Человеком года» своей области.
В 2004 году вышел первый видеоклип Мадины Садвакасовой на песню Ермека Ельгезекова «Махаббат жалыны», который стал хитом и принес ей широкую известность.
В 2012 году ко дню рождения певицы в Караганде были выпущены конфеты с именем певицы — молочный шоколад «Мадина». По словам представителей кондитерской фабрики, на это их вдохновили голос и внешность певицы.
Садвакасовой неоднократно поступали предложения сняться в различных телесериалах и художественных фильмах, но она по различным причинам отказывалась от съёмок.
В феврале 2014 года вышла замуж за Олжаса Смагулова. Летом этого же года родила сына Ануара.
В 2015 году Мадина Садвакасова выступила наставником в музыкальном проекте «Казахстан дауысы».

## Дискография
- 2004: «Аңсағаным»
- 2004: Мой HiT #1

## Награды и звания
- 1999 — Премия «Человек года» Кызылординской области.
- 2009 — Лауреат премии Союза Молодёжи Казахстана «Серпер».
- 2011 — Указом Президента РК награждён почётным званием «Қазақстанның еңбек сіңірген қайраткері» За плодотворную работу в музыкальном искусстве Казахстана и заслуги в эстраде.
- 2017 — Орден Курмет За выдающиеся заслуги в искусстве казахстанской эстрады.
- 2018 — Почётный гражданин города Кызылорды.